# Żdżary (gromada w powiecie wieruszowskim)
Żdżary – dawna gromada, czyli najmniejsza jednostka podziału terytorialnego Polskiej Rzeczypospolitej Ludowej w latach 1954–1972.
Gromady, z gromadzkimi radami narodowymi (GRN) jako organami władzy najniższego stopnia na wsi, funkcjonowały od reformy reorganizującej administrację wiejską przeprowadzonej jesienią 1954 do momentu ich zniesienia z dniem 1 stycznia 1973, tym samym wypierając organizację gminną w latach 1954–1972.
Gromadę Żdżary siedzibą GRN w Żdżarach utworzono – jako jedną z 8759 gromad na obszarze Polski – w powiecie wieluńskim w woj. łódzkim, na mocy uchwały nr 40/54 WRN w Łodzi z dnia 4 października 1954. W skład jednostki weszły obszary dotychczasowych gromad Żdżary i Wiewiórka ze zniesionej gminy Bolesławiec w tymże powiecie.
13 listopada 1954 (po pięciu tygodniach) gromada weszła w skład nowo utworzonego powiatu wieruszowskiego w tymże województwie, gdzie ustalono dla niej 11 członków gromadzkiej rady narodowej.
1 lipca 1968 gromadę zniesiono, a jej obszar włączono do gromady Bolesławiec w tymże powiecie.